# Dr. Robert Schumann, Teufelsromantiker
Dr. Robert Schumann, Teufelsromantiker ist ein deutscher Fernsehfilm von Christine Soetbeer und Ernst-Günter Seibt, der das Leben des Komponisten Robert Schumann behandelt.

## Handlung
Ein nach eigener Aussage „armer Musikant“ rezitiert auf einem Marktplatz ein Gedicht. Der offenbar verwirrte, alte Mann formuliert in seinen Versen prophetisch das Schicksal Robert Schumanns, der seinem Vortrag zuhört. Schumann beschließt, in Heidelberg Rechtswissenschaften zu studieren.
Neben seinem Studium widmet er sich eher nachlässig dem Komponieren und Klavierspiel. Lieber genießt er mit Freunden das Studentenleben, betrinkt sich und hat Affären. Beim Klavierspiel zeigt sich eine erste „Gehöraffektion“: Ein angeschlagener Ton will für Schumann nicht verklingen und treibt ihn fast in den Wahnsinn. Schumann schwört dem Trinken und Müßiggang ab. In seinem Haus erwartet ihn nach einer Zechtour ein diabolisches zweites Ich, das ihm sein unkünstlerisches Leben vorwirft. Schumann hätte noch „nie um die Ewigkeit gebettelt“, da er sein Leben nicht für die Kunst opfern würde. Wenn Schumann wirklich genial schöpferisch tätig werden wolle, müsse er sein Leben für die Kunst eintauschen. „Musik – aus Leben wird Klang“: Schumann willigt in den Teufelspakt ein.
Schumann lernt Clara Wieck kennen, die seine Werke vor dem Freundeskreis Schumanns spielt und die ihn fasziniert. Gleichzeitig ist er frustriert, weil er nicht schnell genug Klavier spielen kann. Erneut will ein angeschlagener Ton in seinem Kopf nicht verklingen und er fühlt sich gelähmt. Er weiß, dass nur Clara Wiecks Liebe ihn davor bewahrt, wahnsinnig zu werden. Wiecks Vater verbietet Clara den Umgang mit Schumann und klagt vor Gericht gegen die geplante Eheschließung. Der Richter weist die Klage ab. Schumann schreibt im Rausch der Gefühle innerhalb von vier Tagen seine erste Sinfonie. Er erkennt jedoch, dass sich jedes musikalische Können dennoch immer nur in verschiedene Töne auflöst und fühlt sich leer. Er begleitet Clara nach Moskau zu einem Gastspiel, behauptet jedoch vor einem Gast, selbst nicht musikalisch zu sein. Während des Dresdner Maiaufstands hält er sich in Dresden auf, hat jedoch halb im Wahn die Vision, in einer weißen Schneewüste zu laufen.
Ein Konzert in Düsseldorf gerät noch einmal zu einem Triumph Schumanns, der als Dirigent auftritt. Er schreibt an seinem neuen Stück „Manfred“, nach dem Werk von Lord Byron, das seiner eigenen Biografie ähnelt. Während der Aufführung von „Manfred“, bei der Schumann erneut dirigiert, erscheint sein diabolisches Ich aus dem Nichts und zerbricht den Dirigentenstab. Schumann erwacht in seinem Bett, geht über einen Marktplatz mit Gauklern und stürzt sich von einer Brücke in den Rhein. Er kämpft mit seinem diabolischen Ich – beide versuchen, den anderen zu ertränken, doch Schumann wird von zwei Männern aus dem Wasser gerettet. Eine letzte Einstellung zeigt ihn teilnahmslos in der Heilanstalt Endenich.

## Produktion
Drehorte des Films waren Hamburg und Wuppertal. Die TV-Erstausstrahlung des Films, der auch unter dem Alternativtitel Musica – Dr. Robert Schumann, Teufelsromantiker gezeigt wurde, fand am 16. Juni 1999 auf dem Sender Arte statt. Es war der letzte Spielfilm, an dem Schauspieler Will Quadflieg mitwirkte.

## Kritik
Das Lexikon des Internationalen Films bewertete den Film als „dokumentarisches, mit Spielszenen angereichertes Porträt“ Schumanns, in dem „das Lebensabenteuer des Musikers an Hand von Motiven seines romantischen Kosmos auf[ge]fächert“ wird. Das Schaffen Schumanns wird dabei „eng mit seiner steten Reise in den Wahn verknüpft“. Beim Film handele es sich um eine „szenische Paraphrase auf [Schumanns] Biografie“, die versucht, die „Verwobenheit seiner realen Biografie mit der fantastisch-irrealen Geschichte seines Schaffens und Leidens“ zu verbinden.
Brigitte Ehrich sieht in dem Film eine „ausdrucksstarke, ungewöhnliche Darstellung einer Lebensgeschichte“, die darüber hinaus durch ihre Besetzung hervorsticht; die Liste lese sich wie das „Who-is-who der Hamburger Theaterszene – und darüber hinaus“.
Ellen Kohlhaas beschreibt im Feuilleton der FAZ die Umsetzung des Schumannschen Formenspiels durch die Filmemacher mit den Worten: „Wunderbar verschlungen zwischen Traumsequenzen und ihren Zerrbildern in philiströser Wirklichkeit ist dieser Film. Sprachvoll ist er nicht allein im geistreich exaltierten Tonfall des romantischen Überschwangs, sondern auch in der erzählerischen Energie, mit der er Sprache mit Musik, diese mit Bildern gleichsetzt. Die Bilder tanzen wie Papillons, mit denen Schumann nicht Schmetterlinge meinte, sondern - bewußt doppeldeutig - die Larven im Schlußkapitel von Jean Pauls „Flegeljahren“. Die Bilder spielen mit Partikeln aus Schumanns Leben und Schaffen, wie der Komponist Buchstaben in Tönen verrätselte und tanzen ließ. Der Film spielt, oft ironisch, mit sich und seinen Bildkonventionen, wie Schumann aus dem Formenspiel eine Traumphantastik in synästhetischer Verschmelzung der Künste schuf.“
Über die mitwirkenden Künstler schreibt Kohlhaas: „Der alte Barde Will Quadflieg schafft in diesem Lebenskunstwirbel weitere ironische Distanz. In all der Vergänglichkeit rezitiert er unbeirrt große Literatur, als sei sie ewig. Michael Maertens wandelt sich als Robert Schumann erstaunlich vom jugendlichen Hitzkopf, für den Weingeist Teil des genialischen Geists ist, zum apathischen, fast stummen Frühgeist, der im Erzählen vom Untergang des Byronschen Helden Manfred sein eigenes Verdämmern in der Anstalt von Endenich vorwegnimmt. Eindimensionaler bleibt Bettina Kurt als Clara Wieck: Sie ist immer das selbstbewußte Wunderkind, das sich, ganz Vaters Produkt, energisch durchsetzt. Wolf-Dietrich Sprenger porträtiert den alten Wieck nicht unsympathisch als Musikpraktiker, der vor lauter Wissen über die Mechanik von Fingern und Tasten gar nicht erst zu Höhenflügen ansetzt: Er ist pragmatische Gegenfigur zu all den trugbildlichen Luftikussen, die Schumanns Hirn entsteigen.“
Im Fazit des FAZ-Artikels fasst Kohlhaas über das Filmkunstwerk zusammen: „Die Reibungen zwischen Schein und Sein, Kunst und Wirklichkeit illuminieren den Film zuweilen jeanpaulisch, zuweilen gar wie eine verrückte Erfindung von E.T.A. Hoffmanns Kunstfigur Johannes Kreisler, die Schumann so sehr mochte. Aus Bruchstücken von Leben, Klängen, Träumen, Worten (aus der Feder von Christine Soetbeer und Hanns-Josef Ortheil) ist eine Phantastik zusammengesetzt, die in ihrer Viel- und Widerstrebigkeit auch Wesen und Magie der Romantik suggeriert.“
Der Welt-Autor Thomas Delekat, sonst eher bekannt für seine Motorrad-Kolumnen, kritisierte den Film in der Zeit als einen dokumentarischen Film, der „kaum etwas von Schumann, aber sehr viel über [Regisseur] Seipt (sic!)“ in Erfahrung bringen würde: „Im Film ersäuft und versinkt und verendet Schumann in der Flut der Bilder und der Sprüche … Schumann und seine Clara (acht Kinder und ein bedrückendes Familienleben sind nicht mit einem Wort angedeutet) – sie reden unausgesetzt in zitabel gedrechselten Dichtersätzen.“ Gleichzeitig würde die „bedeutende Pianistin“ Clara Wieck „bei Seipt als Hasimausi zum titanischen, blendend aussehenden Genie aufguck[en]“ und biografische Fakten zugunsten einer positiveren Darstellung Schumanns umgedeutet werden.